# The Victoriad, or, The New World, an Epic Poem

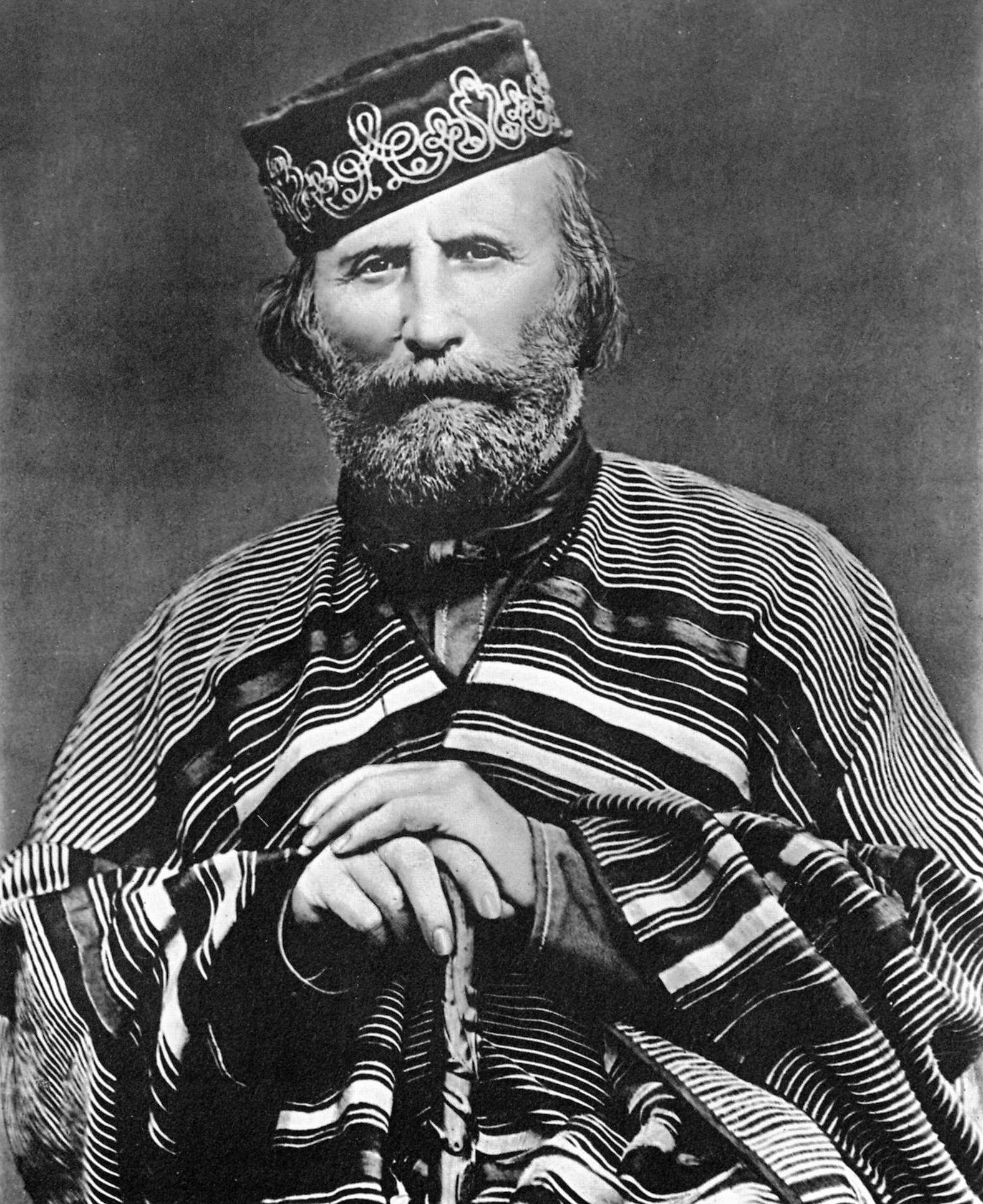
Giuseppe Garibaldi w 1866

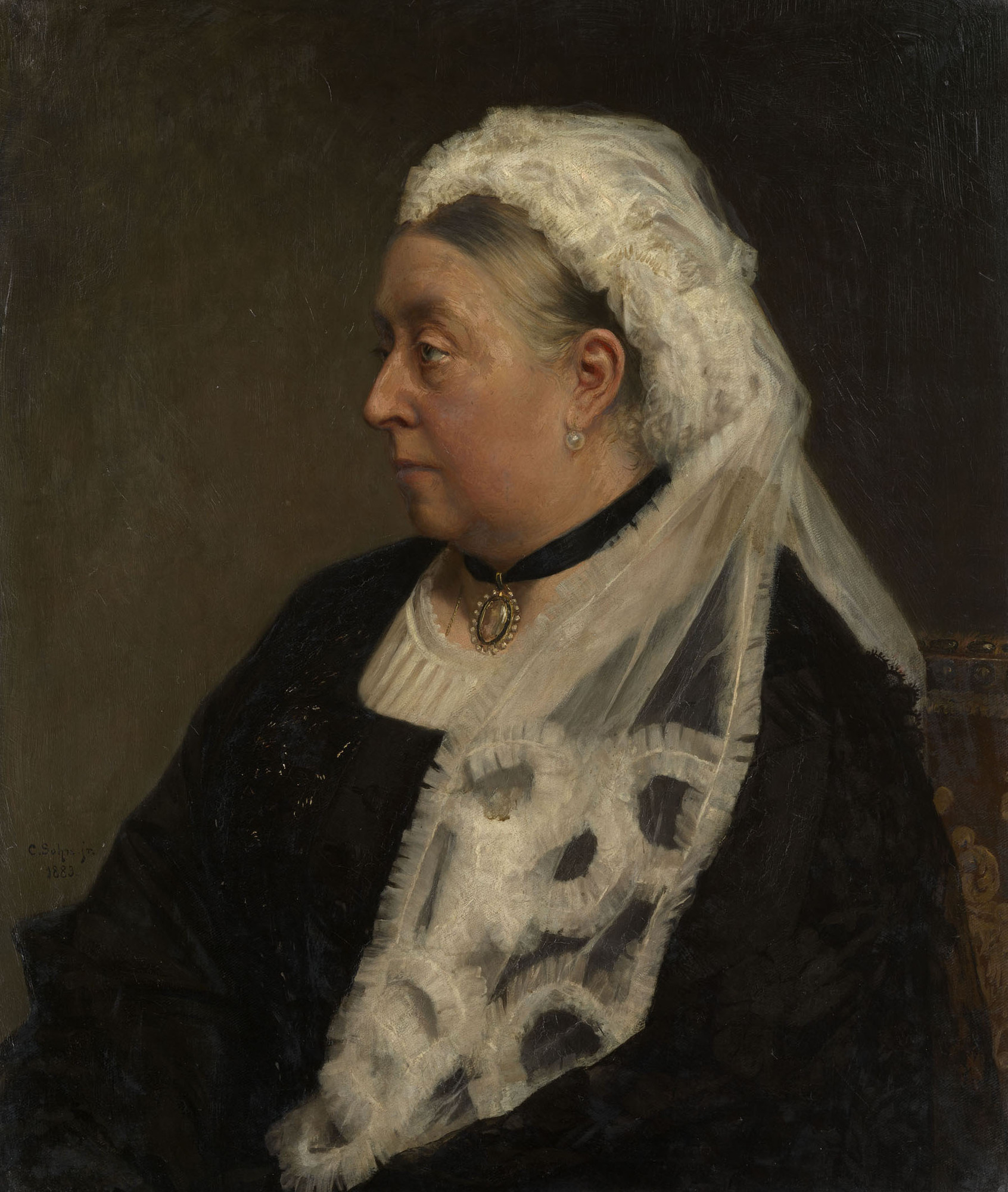
Carl Rudolph Sohn, Portret królowej Wiktorii, 1883

The Victoriad, or, The New World, an Epic Poem – poemat Edmunda Fredericka J. Carringtona. Utwór został wydany w 1862 w Londynie nakładem oficyny Saunders & Otley. Został poprzedzony rozbudowaną dedykacją dla Giuseppa Garibaldiego, bojownika o wolność i jedność Włoch: To/Garibaldi,/the/Regenerator of Italy/in Hid disinterested efforts/for a united people/under a constitutional monarchy,/the highest example/of/patriot fortitude and public virtue/since/Washington,/these pages,/illustrative of the moral/of social advance under free institutions,/of the power of public opinion,/and of peace,/vindicated by a just war,/are inscribed. Utwór jest napisany pentametrem jambicznym rymowanym według wzoru abbaacddcc..., bez widocznego podziału na zwrotki.
Thou dread as wayward Pow'r, eternal Change, 

That, in thy ever-shifting, varied dyes, 

Faintest transfigur'd Space, and havock'd guise 

Of Earth's convulsion wide, sublime as strange, 

Lead ! where thy foot-prints stamp life's new-dight range, 

Thou, that mak'st pastime proud of sea and land, 

Now, decking Earth, in loveliness array'd, 

Now, whelming her in desolation's shade; 

Tracing on her thy Name with mystic hand, 

Which mortals muse o'er, and dim understand;